# Derogacja (system handlu emisjami)
Derogacja – w kontekście ochrony środowiska jest zezwoleniem na dalsze działanie urządzenia emitującego zanieczyszczenia do atmosfery (np. kotła), przy spełnieniu innych standardów emisyjnych, o ile operator tego urządzenia zgodzi się na jego wyłączenie w określonym terminie. 
Lista źródeł spalania paliw objętych derogacją podana jest w Rozporządzeniu Ministra Środowiska z dnia 20 grudnia 2005 r. w sprawie standardów emisyjnych z instalacji, Załącznik nr 1, punkt IV (Dz.U. z 2005 r. nr 260, poz. 2181).